# E. A. J. Honigmann

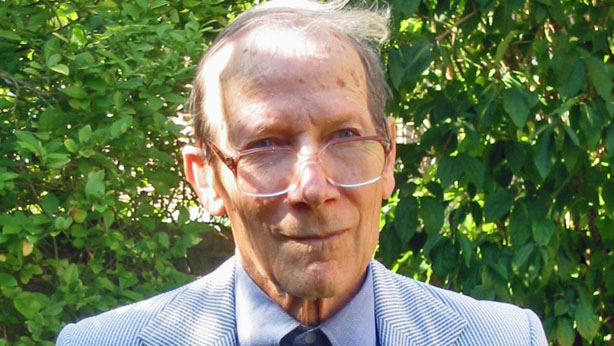
Ernst Honigmann

Ernst Anselm Joachim Honigmann (geboren am 29. November 1927, gestorben am 18. Juli 2011) war ein englischer Shakespearegelehrter und Fellow der British Academy.

## Leben und Werk
Honigmann ist in Breslau geboren. Seine Eltern emigrierten 1935 aus Nazideutschland nach England. Sein Vater war der Zoologe Hans D.S. Honigmann. Honigmann besuchte die Hillhead High School in Glasgow. Er erwarb einen Abschluss in englischer Literaturwissenschaft an der University of Glasgow und einen Bachelor of Literature zur Chronologie von Shakespeares Dramen am Merton College in Oxford bei James Coutts Maxwell (1916–1976). Honigmann war zusammen mit John Russell Brown und Reginald A. Foakes einer der drei ersten Fellows am Shakespeare Institute der University of Birmingham in Stratford-upon-Avon. Nach seiner Zeit in Stratford von 1951 bis 1954 kehrte er als Dozent für englische Literatur nach Glasgow zurück, wo er neben seinem ehemaligen Lehrer Peter Alexander unterrichtete. 1970 wurde er als Joseph Cowen Professor für englische Literatur an die Newcastle University berufen, wo er bis zu seiner Emeritierung 1989 lehrte. Im Jahr seiner Emeritierung wurde er zum Fellow der British Academy ernannt. Honigmann verfasste zahlreiche Bücher, edierte Werke von Shakespeare und Milton und war der Herausgeber der Reihe Revels Plays & Revels Plays Companion Library in der Zeit von 1976 bis 2000. Er arbeitete auch noch im Ruhestand an Veröffentlichungen wie der Ardenausgabe des Othello und schrieb seine Lebenserinnerungen Togetherness: episodes from the Life of a refugee.

## Werke (Auswahl)

### Bücher
- The Stability of Shakespeare's Text (Edward Arnold, 1965)
- Shakespearian Tragedy and the Mixed Response Inaugural lecture (University of Newcastle, 1971)
- Shakespeare: Seven Tragedies - The Dramatist's Manipulation of Response (Macmillan, 1976; Palgrave 2002)
- Shakespeare's Mingled Yarn and "Measure for Measure" (OUP, 1981)
- Shakespeare's Impact on his Contemporaries (Macmillan, 1982)
- Shakespeare: The Lost Years (Manchester University Press, 1985)
- Shakespeare and his Contemporaries: Essays in comparison (Ed.) (Revels Plays Companion Library, 1986)
- John Weever: a biography of a literary associate of Shakespeare and Jonson, together with a photographic facsimile of Weever's 'Epigrammes'  (Manchester University Press, 1987)
- Myriad-minded Shakespeare: Essays chiefly on the Tragedies and Problem Comedies (Macmillan, 1989)
- Playhouse Wills, 1558-1642 with Susan Brock (Revels Plays Companion Library, 1993)
- British Academy Shakespeare Lectures, 1980-89 (Ed.) (British Academy, OUP, 1993)
- The Texts of Othello and Shakespearian Revision (Routledge, 1996)

### Herausgebertätigkeit
- King John (Arden Shakespeare, 1954)
- Milton's Sonnets (Macmillan, 1966)
- King Richard the Third (New Penguin Shakespeare, 1968)
- Twelfth Night, or What You Will (The Macmillan Shakespeare, 1971)
- Paradise Lost, Book X with C. A. Patrides (The Macmillan Milton, 1972)
- Othello (Arden Shakespeare, 1997, 3rd edn 2001)

### Sonstige
- Togetherness: episodes from the life of a refugee by E. A. J. Honigmann
- Catholic Shakespeare? A response to Hildegard Hammerschmidt-Hummel by E. A. J. Honigmann